# Dama de companyia

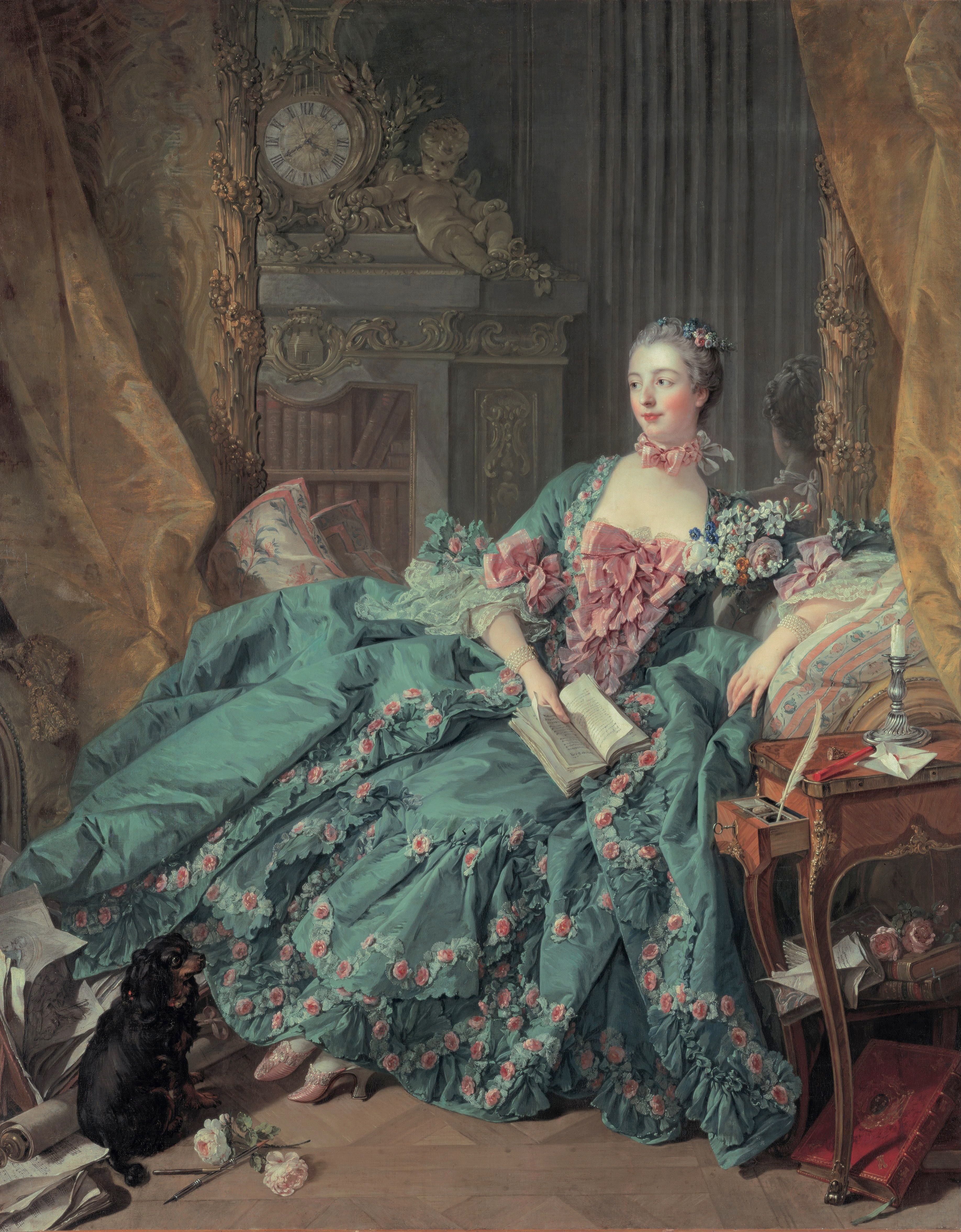
Madame Pompadeour, una de les Cortesanes més famoses a França i amant de Lluís XV.

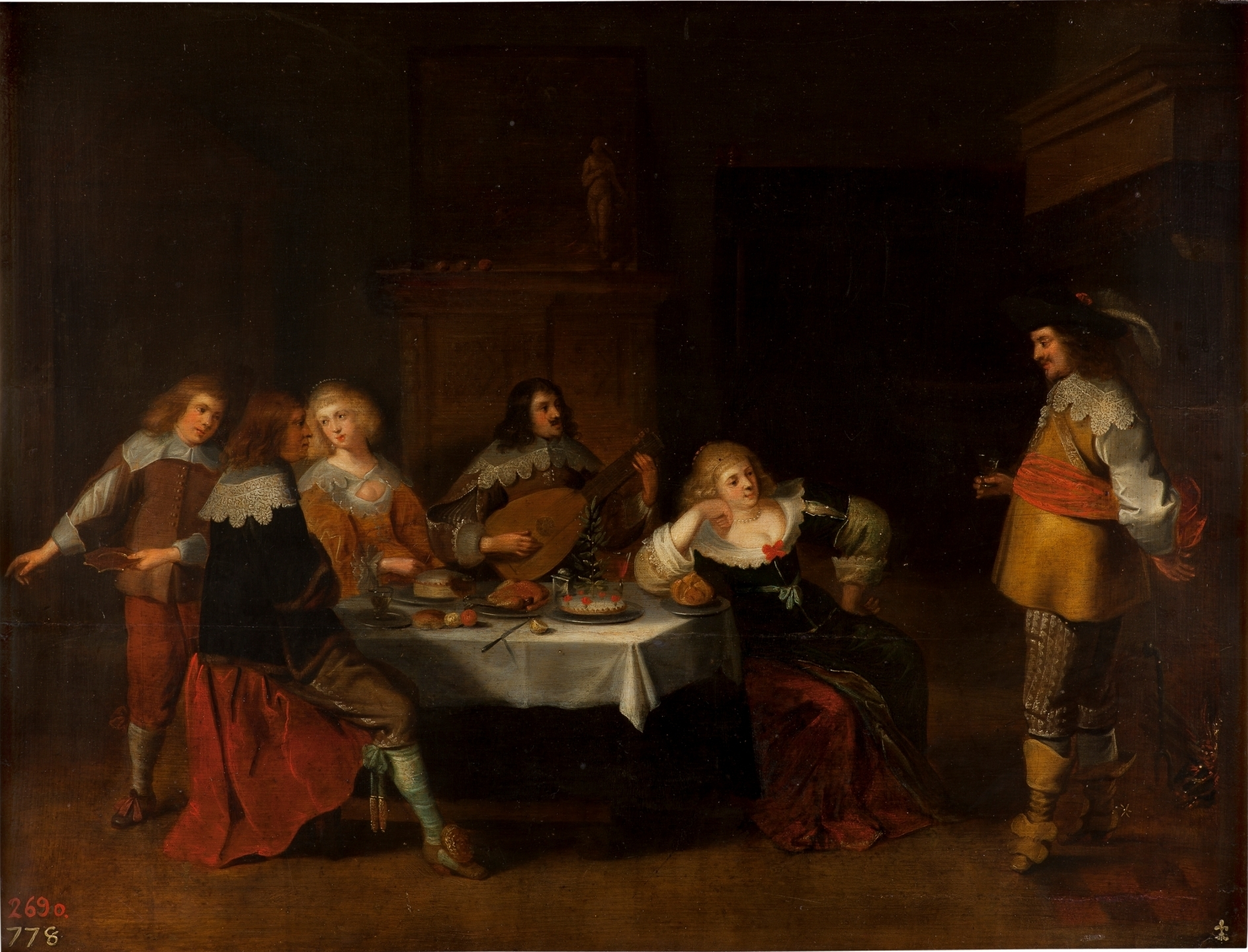
Reunió de Cortesanes

La paraula dama de companyia (Vegeu també cortesana) es refereix a aquella persona que es troba al servei del rei o la reina, o de la seva família. El diccionari recull també la idea d'una dona de costums laxos, socialment influent i culta. S'adverteix, per tant, el sentit canviant que se li pot donar a aquestes dones que vivien i servien a la cort, i l'equilibri difícil a l'hora de definir una feina o unes relacions de servei, però també unes relacions de confiança.
Així doncs, les dames de companyia o cortesanes establien vincles pel fet de pertànyer a un cercle específic dins de la cort, mantenien relacions d'estima, de confiança, d'amistat, de servei, així com relacions amoroses i, en alguns casos, sexuals.

## Breu història
A l'Europa medieval, les dones més belles d'una regió que no podien esdevenir nobles per la seva condició de família o estatus, i tampoc podien casar-se amb senyors. Tot i així, com que la bellesa no es menyspreava, només aquelles que eren llestes i boniques se’ls hi reservava un lloc a la cort perquè els senyors poguessin comptar amb els seus favors. Aquestes dones eren les dames de companyia.
Durant molts anys es va considerar que per a poder entretenir a un home era necessari tenir habilitats o talents singulars. És per aquest motiu que, una dama de companyia havia de posseir facultats que les distingís i les fes úniques davant dels seus congèneres.

## Expectatives
Les dames de companyia eren les dones que servien les seves senyores, aconsellant-les, tenint cura de la seva salut corporal i de vegades espiritual, ocupant-se de la seva presentació cerimonial, acompanyant-les dintre i fora de la cort, dirigint, organitzant i administrant els béns o les activitats per a les quals eren escollides (des dels jocs i festes, a l'organització d'un hospital, una confraria, etc.), o encarregant-se de mantenir els matrocini i matronatges de les senyores. Es té constància d'algunes fonts escrites al llarg de l'antic Règim on es descriuen a les dames de companyia com a amigues fidels, de confiança i conselleres de per vida, com és el cas de la comtessa Duoda que escriu al Llibre Manual per al seu fill Guillem d'una «…consort amiga».
Les dames de companyia eren considerades el pinacle de la jerarquia de les relacions socials dins de la cort. Així doncs, una persona que sol·licitava els seus serveis no podia fer-ho únicament per raons sexuals, sinó que hi predominaven les relacions d'amistat, companyia i honor. Tot i així, el seu servei també podia oferir relacions sexuals, però aquestes es donaven per gust de la dama de companyia, i no del client.
Malgrat que les dames de companyia havien de ser dones extremadament cultes, la majoria d'elles eren nascudes a la pobresa, sense educació i amb carència de maneres de classe alta. Les joves havien d'aprendre moltes habilitats per a poder desenvolupar el seu ofici, com per exemple a parlar amb accent de classe alta, a vestir-se bé, a pentinar-se el cabell a la moda, a caminar amb gràcia o a ballar o tocar el piano. D'una dona que a penes sabia llegir massa bé, s'esperava que conegués tots els protocols de la cort, les trames de les òperes, que reconegués referències literàries, etc. És per això que, només les més valentes i intel·ligents eren capaces de sobreviure a la prova. Sense dubte, les dames de companyia varen ser dones extraordinàries, notables per als seus grans assoliments i talents. Tenim constància que algunes van ser autores de novel·les, altres, poetes, i d'altres actrius notables o ballarines.

## La seva relació amb la cort
La cort va tenir un paper important en l'organització de manifestacions lúdiques, ja que al seu voltant es desenvolupa una veritable civilització, la civilització de les bones maneres a les quals és necessari conformar cada gest i acció, jocs inclosos, aquella en la qual va acabar naixent l'art de la política, de la política de les dones. Així, cap a la fi de l'Edat Mitjana la festa va anar adquirint cada cop més una forta connotació política. Hi va haver molts esdeveniments que varen permetre donar una resposta en termes de celebració, que va afavorir la participació col·lectiva.
També varen tenir un paper rellevant les Dames de Companyia, on varen tenir la possibilitat de fer-ho, a les curses, als balls, a les festes, “momos”, justes poètiques, actuacions de nans, o de saltimbanquis, a les funcions teatrals, etc., com també a les grans cerimònies religioses, i en especial les de Nadal i Pasqua, o els casaments, els naixements dels infants i infantes reials, els bateigs, la recepció d'ambaixadors, les entrades processionals del seguicis reials o principescos, les visites d'altres sobiranes o de grans dames d'altres contrades, o els funerals, les reunions dels parlaments, de les corts, el concilis, etc.
Moltes d'aquestes celebracions eren actes en els quals es varen barrejar continguts sagrats i profans, i en els quals s'havia de tenir una gran cura en els gestos, aparats escènics, protocol, etc., per tant, eren actes amb una forta càrrega i valors simbòlics, que varen contribuir a la ritualització del poder.
Les festes a la cort varen servir per reforçar els lligams, les relacions, i també per controlar la sociabilitat de les persones que formaven la cort. La participació de les princeses, dames, donzelles i d'altres senyores en les activitats lúdiques de la cort, va permetre visualitzar de forma ritualitzada el conflicte entre els sexes, potser per això, alguns tractadistes de finals de l'Edat Mitjana varen atribuir propietats terapèutiques als jocs cortesans.
Des d'una part del feminisme es potenciaven aquestes trobades i relacions entre dames de companyia i gent aristòcrata. Aquest tipus de trobades potenciaven l'art de la conversa i aportaven creativitat i saviesa.

## La seva relació amb la societat
Cal destacar que, durant segles, les dames de companyia van gaudir de més poder i independència que cap altre col·lectiu de dones d'Europa. A excepció d'elles, les dones eren un col·lectiu menyspreat i dominat per l'home i la mateixa societat. Si una dona tenia riqueses, quasi mai li pertocaven, i únicament podia servir-se d'aquestes amb permís o a partir de la beneficència. Per això, era difícil que les dones, fins i tot les nascudes en famílies riques, fossin econòmicament independents.
Cal dir també, que qualsevol dona rica d'aquella època mancava d'una educació completa. Si comparem l'educació que rebien les dames de companyia amb l'educació que rebien les dones més riques, podem veure que les dames de companyia tenien una llibertat intel·lectual molt més amplia. Durant molts segles, a la dona únicament se li ensenyava a brodar, cantar, tocar el piano i ballar; se la instruïa en religió i rebia unes lliçons preliminars de lectura i d'escriptura, però el que pretengués aprendre d'història o cultura, literatura, filosofia o política, havia de treure-ho de les converses dels homes de la seva família. Fins a l'última part del segle xix -quan, per influència dels moviments feministes algunes dones van començar a ser admeses a escoles de medicina, dret i art- a les dones se’ls negava la pràctica i exercici de qualsevol professió. És per aquest motiu que, en la majoria dels casos, l'única alternativa era ingressar en un convent, i per a aquelles més valentes, convertir-se en dames de companyia.
La majoria de dames de companyia eren amigues de reis, de regents i d'emperadors. També ho podien ser d'homes relacionats amb el món financer, escriptors o pintors famosos. Les seves històries amoroses, el seu vestuari i les seves activitats esdevenien una paròdia i una curiositat que era comentada per la societat. Tan important era el paper que exercien que, durant segles, van considerar-se personatges emblemàtics o celebritats, de la mateixa manera que avui tenim en compte personatges famosos o cèlebres. Tal era així que, algunes dames de companyia han passat a ser famoses, respectades, riques i han gaudit d'una espècie d'estatus únic.
Alguns exemples de Dames de Companyia varen ser les conselleres de la reina Violant de Bar (? ca. 1365-Bellesguard, 1431), segona muller de Joan I, de les quals varen destacar Constança de Perellós i Carrossa de Vilaragut. Aquestes dues dames varen ser acusades amb altres alts consellers i cortesans reials per malversació i corrupció i foren apartats i apartades dels seus càrrecs. Encara que la reina Violant no fou mai acusada, fou posada per un temps sota custòdia de “bones dones”, que era una forma de nomenar les beguines, i més tard va dur una vida retirada a Barcelona.
A la Cambra de Mata d'Armanyac (Armanyac? 1347-Saragossa 18 o 23 d'octubre de 1378) hi formaven part diverses dames de la noblesa, les quals van ser dames de la duquessa de Girona: Cília de Saint-Lari, Albamunt de Pavia, Beatriu de Benavent, Andrea de Morvedre, Blanca de Manresa.
També cal destacar les dames de companyia que varen formar part de la Casa de la duquessa. Donzelles nobles filles de les famílies més il·lustres dels territoris de la Corona, a les quals se’ls donava per al seu servei “mitja cambrera”. Aquestes varen formar part del seguici de Mata: Luganeta de Campanes, Elionor —filla de Joan d'Arborea—, Francesca de Manresa, la filla del governador del Rosselló, la del comte de Quirra i la del de Muntheri, etc. Les dues darreres varen quedar orfes i trobaren en la duquessa l'afecte i la protecció que necessitaven. Les dames i donzelles que l'havien acompanyada en el seu viatge a Catalunya per casar-se amb el duc de Girona, també formaven part de la Cambra de la duquessa. Mata va conservar al seu servei les donzelles franceses, i en més d'una ocasió va sol·licitar-ne de noves al seu germà, el comte d'Armanyac. Dels serveis més personals a la reina s'encarregaven Maria de Saint-Lari, Agnès de Saint-Peramal, Anna de Gandos i Argullosa del Puig. D'algunes de les feines més pesades s'encarregaven dones com Beneïda Sarda, o una esclava de nom Llúcia, que ja havia estat al servei de la reina Elionor de Sicília (1325-Lleida, 1375). Quan Mata ho va necessitar i ho va reclamar, va acudir també al seu servei i costat, Ramona Deulafeu, la seva dida. Encara que no varen formar part de la Cort eren dames de la seva confiança i de l'entorn Toda de Centelles i madama de Padiach, a la qual la duquessa tenia especial afecte i estima, i la volia al seu costat sempre que es trobava delicada de salut. D'altres dames nobles varen estar amb Mata, invitades a la Cort, com Elionor de Roda, Beatriu d'Olzinelles i Elionor de Montcada. Les dames tenien assignada per a la seva provisió —inclosa la de la cambrera que les servia— uns 70 sous mensuals; les donzelles nobles i la seva mitja cambrera, uns 57 sous i 6 diners; les donzelles, uns 51 sous i 6 diners, la cambrera, uns 25 sous i 10 diners, i amb la mateixa quantitat era retribuïda l'esclava.